# Щатхаутер
Щатхаутер (на нидерландски stadhouder) е длъжност в Нидерландия в края на Средновековието и началото на Новото време. Използва се от 1384 до 1795 г. и означава управител, губернатор. В действителност щатхаутерът представлява военен ръководител на една от нидерландските провинции, поддържа реда и фортификационните съоръжения. Постът може да се съчетава – един човек може да бъде щатхаутер на няколко или всички провинции. В Съединените провинции (Холандската република) той е де факто държавен глава, постът се предава по наследство, създава се династия от щатхаутери, която след Наполеоновите войни се превръща в кралска династия на Нидерландия.

## Етимология
Щатхаутер буквално означава лейтенант. Френската дума „лейтенант“ идва от думите lieu (място) и tenant (който държи) – тоест „този, който държи мястото“. На нидерландски съчетанието е същото – stadt (място) и houder (който държи). На английски вариантът е stadholder.

## В Седемнадесетте провинции
Длъжността се появява малко преди и по време на преминаването на нидерландските провинции под властта на бургундските херцози. По това време щатхаутерът е представител на херцога, който го замества във всяко отношение при управлението на провинцията. В задълженията на щатхаутера влиза председателството на провинциалните събрания, командване на провинциалните армии и правото да назначават хора на някои административни позиции.
В края на ХV в. на власт в провинциите идват Хабсбургите. Те запазват принципа на щатхаутерите. Карл V (император и крал на Испания) уплътнява владенията си с още провинции, от които само Лиеж не е под властта му. Той се опитва да използва щатхаутерите като средство за ограничаване на властта на аристократическите фамилии, но тази реформа се проваля. Тъкмо привилегированите постепенно присвояват важната длъжност. При Фелипе ІІ властта на щатхаутерите чувствително намалява заради абсолютистките тенденции.

## В Съединените провинции (Холандската република)
В хода на Нидерландския бунт против Фелипе ІІ седемте калвинистки провинции на север обявяват независимост (1581). Създава се нова държава, която по устройството си е федеративна. Теоретично всяка провинция има собствен щатхаутер, но в условията на сурова война щатхаутерският пост във всички провинции (освен Фризия) преминава в рода Оранж-Насау. Най-изявен представител на този род е Вилем І Орански, убит през 1584 г. Установява се и друг принцип – щатхаутерите на провинциите Холандия и Зеландия получават много по-голям престиж и власт спрямо своите колеги. Те именно започват да се считат за държавни глави на републиката.
Отношенията на щатхаутерите с другия важен управленски орган – Генералните щати са сложни и се обуславят от борбата за власт. Щатхаутерите се стремят към централизация и повишаване на данъците с военни цели, докато щатите са на противоположното мнение. Щатхаутерският пост получава голям авторитет при Мориц Орански (1585 – 1625) и при Фредерик Хендрик (1625 – 1647). Краят на Осемдесетгодишната война през 1648 г. предизвиква нов конфликт. Вилем ІІ (1647 – 1650) арестува водачите на опозицията, но умира от дребна шарка и се установява период без щатхаутер (1650 – 1672).
Щатите се противопоставят на идеята Вилем ІІ да бъде наследен от малолетния си син Вилем ІІІ с помощта на регенти. Това им изглежда чисто монархически принцип. След катастрофата от 1672 г. и убийството на Ян де Вит Вилем ІІІ възстановява властта на щатхаутера. Неговото възшествие в Англия в резултат на Славната революция като Уилям III през 1688 утвърждава авторитета му, но след смъртта му започва нов период без щатхаутер (1702 – 1747). През тези години щатхаутерската власт на Оранж-Насау оцелява във Фризия. През 1747 г. Вилем ІV става щатхаутер на цялата република. Както през 1672, така и сега причината за възстановяването на династията е извънредната френска заплаха (виж Война за австрийското наследство). Неговият син Вилем V е свален през 1795 г. от френската революционна армия. Така той се оказва последният щатхаутер.